# Adlerkrieger

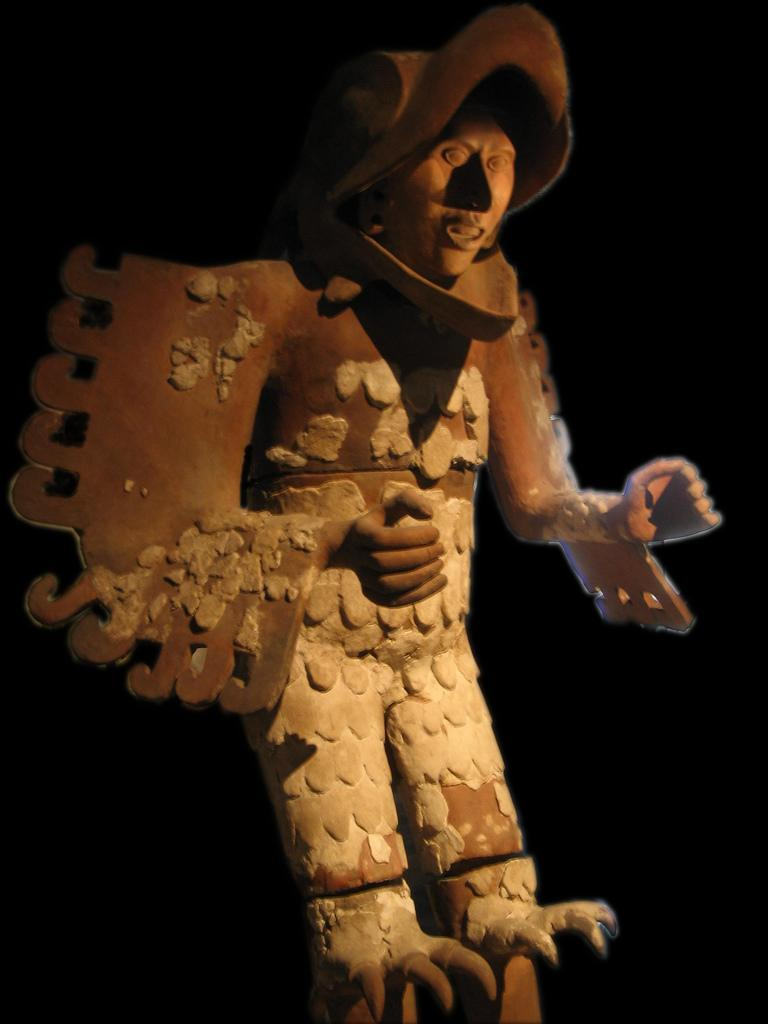
Tonstatue eines Adlerkriegers, aus dem Templo Mayor von Tenochtitlan

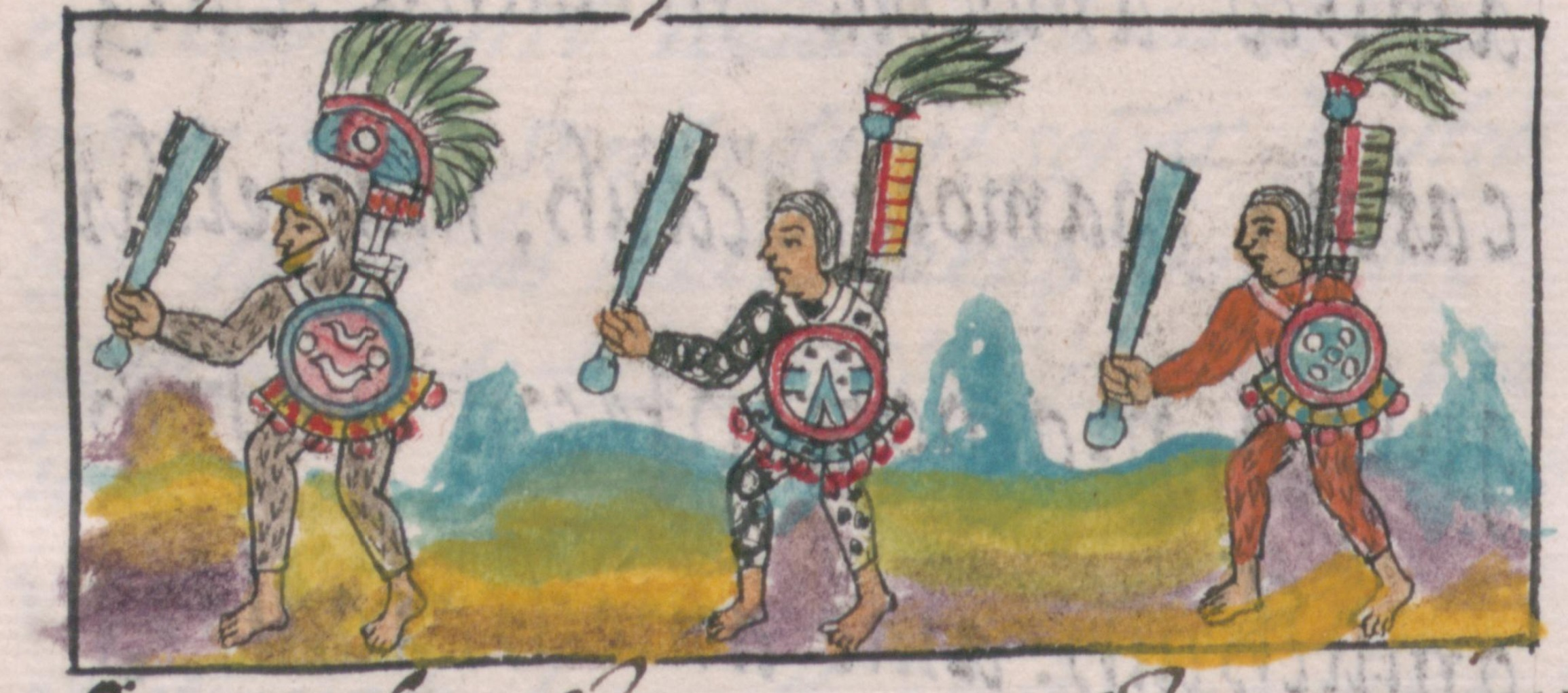
Adlerkrieger (links) mit Obsidianschwert. Darstellung aus dem Florentiner Kodex (16. Jahrhundert)

Adlerkrieger (auf Nahuatl: Cuāuhtli) waren Mitglieder der aztekischen Armee. Sie waren Berufssoldaten und agierten als Eliteeinheiten. Eine weitere Gruppe waren die Jaguarkrieger (auf Nahuatl: Ocēlōtl).
Zwischen ihnen und den Jaguarkriegern gab es heftige Rivalitäten, die Totems der Adler- und Jaguarkrieger waren die Sonne und der Mond. Dabei symbolisierte die Sonne den Tag und stand für die Adlerkrieger. Der Mond symbolisierte die Nacht und stand für die Jaguarkrieger. Genau wie diese wurden auch die Adlerkrieger als aktive Kämpfer auf dem Schlachtfeld eingesetzt. Doch zusätzlich wurden die Adlerkrieger als Späher, Spione und Parlamentäre eingesetzt.
Zu erkennen waren die Adlerkrieger an ihrer Kleidung und ihrem prächtigen Federschmuck. Schon als kleine Kinder lernten aztekische Jungen den Umgang mit den Waffen und übten für den Krieg in speziellen Schulen. Bis zum Alter von vierzehn Jahren wurden sie von ihren Eltern erzogen. Danach lebten sie in ihrem Calpulli (Kompanie). Von diesem Zeitpunkt an war der Staat für sie verantwortlich. Immer wieder wurden die angehenden Krieger geprüft und ihre Fortschritte getestet. Nur die besten Schüler konnten in die Kaste der Adlerkrieger aufsteigen. Dafür mussten sie sich auf dem Schlachtfeld durch besondere Taten auszeichnen. Für die feierlichen Menschenopfer nahmen sie so viele feindliche Krieger gefangen, wie es ihnen möglich war. Die Anzahl ihrer Gefangenen bestimmte ihren Rang.
Der Adlerkrieger hat nach wie vor in Mexiko Bedeutung. Das Logo von Aeroméxico zeigt einen stilisierten Kopf. 